# Rai 2
Rai 2 je druhý program italské veřejnoprávní televize Rai.

## Charakteristika
Programové schéma je určeno převážně divákům ve věku 15–45 let a je z větší části zaplněno komerčními filmy a seriály převážně z USA. Italská produkce se objevuje zřídka. Rai 2 klade důraz i na různá reality show a pořady pro děti a mládež. Publicistiku naopak prakticky nevysílá. V menší míře se objevuje sport, především fotbal. Kanál vysílá volně ze satelitů Hot Bird a Eutelsat 5 West B.

## Reality show – zábava
- X Factor (talent show)
- Star Academy (talent show)
- The Voice (talent show)
- Celebrity Survivor (reality show)
- Top Of The Pops (hudební, hitparáda)
- Music Farm (reality show)
- Hledá se máma a táta (reality show)
- Mami, ožeň mě! (reality show)
- Eurovision Song Contest (hudební)
- Wipeout Italia (soutěž)
- Vsaďte se, že...? (soutěžní show)
- Peking Express Italia (soutěž)

Rai 2 vlastní i exkluzivní práva ke světově nejúspěšnějším seriálům (především americké produkce) a některé z nich uvádí dokonce i ve světové premiéře zároveň s USA.

## Seriály
- Námořní vyšetřovací jednotka (USA)
- Čarodějky (USA)
- Beze stopy (USA)
- Zoufalé manželky (USA)
- Myšlenky zločince (USA)
- Odložené případy (USA)
- Právo a pořádek (USA)
- Sběratelé kostí (USA)
- Ghost Whisperer (USA)
- 90210 (USA)
- Vražedná čísla (USA)
- Ztraceni (USA)
- Jericho (USA)
- The District (USA)
- 4400 (USA)
- JAG (USA)
- One Tree Hill (USA)
- Roswell (USA)
- Lovci duchů (USA)
- Chameleon (USA)
- Polda z Marsu (USA)
- The Dead Zone (USA)
- Beyond The Break (USA)
- Přátelé (USA)
- Pravěk útočí (VB)
- Las Vegas (USA)
- American Dream (USA)
- Ostrov smrti (USA)
- Pohotovost (USA)
- Řím (USA/VB/Itálie)
- Kobra 11 (Německo)
- Castle na zabití (USA)
- Lasko (Německo)
- Bratři a sestry (USA)
- Private Practice (USA)
- Dobrá manželka (USA)
- Vteřiny před vraždou (Německo)
- Army Wives (USA)
- Blue Bloods (USA)
- Scandal (USA)
- Three Rivers (USA)
- Sea Patrol (USA)
- Město ztracených (USA/Mexiko/Itálie)
- Tělo jako důkaz (USA)
- Hawaii Five-O (USA)
- Once Upon A Time (USA)
- Přežít! (VB)
- První krok (Španělsko)
- Sherlock Holmes: Jak prosté (USA)
- Dva a půl chlapa (USA)
- Resurrection (USA)
- Protiúder (USA/VB)
- Under The Dome (USA)
- Blacklist (USA)
- Luther (VB)
- Beauty And The Beast (USA)
- Perception (USA)
- Arctic Air (Kanada)
- Extant (USA)
- Continuum (*)

## Zpravodajství
- Hlavní vydání TG2 jsou vysílána ve 13 hod., 18.15 hod. a 20.30 hod.